# Tex Beneke
Gordon Lee "Tex" Beneke (12. února 1914 Fort Worth, Texas – 30. května 2000 Costa Mesa, Kalifornie) byl americký saxofonista, zpěvák a kapelník. Jeho kariéra je historicky spojena s kapelníkem Glennem Millerem a bývalými hudebníky a zpěváky, kteří spolupracovali s Millerem. Jeho kapela je také spojena s kariérou Eydie Gormé, Henry Mancini a Ronnie Deauville. Beneke hrál také sóla na nahrávce Glenn Miller Orchestra v jejich oblíbené skladbě „In The Mood “ a zpívá na další populární nahrávce Glenna Millera, „Chattanooga Choo Choo“. Jazzový kritik Will Friedwald považuje Benekeho za jednoho z největších bluesových zpěváků, kteří zpívali s velkými kapelami časných čtyřicátých let.

## Časný život
Beneke se narodil ve Fort Worthu v Texasu. Začal hrát na saxofon, když mu bylo devět. Zkoušel od sopránky, přes altku až k tenorsaxofonu a u toho zůstal. Jeho první profesionální práce byla s kapelníkem Benem Youngem v roce 1935, ale když vstoupil do Glenn Miller Orchestra o tři roky později, začala jeho kariéra. Beneke řekl: „Zdá se, že Gene Krupa opustil skupinu Benny Goodmana a založil svou vlastní první kapelu. Letěl po celé zemi a hledal nové talenty a jednou se zastavil v naší taneční síni. Gene odešel se dvěma nebo třemi našimi chlapci zpět do New Yorku. Krupa chtěl vzít Benekeho, ale jeho saxofonová sekce byla už obsazena.“ Krupa věděl, že Glenn Miller vytváří skupinu a tak doporučil Benekeho Millerovi.

## Úmrtí
V roce 2000 zemřel Beneke na respirační selhání v pečovatelském domě v Costa Mesa v Kalifornii ve věku 86 let a byl pohřben v Greenwood Memorial Parku ve Fort Worth v Texasu. Přežila ho jeho manželka Sandra ze Santa Anony v Kalifornii. Jeho saxofon je v současné době používán v Arizona Opry.